# ماهیچه‌های نواری
ماهیچه‌های نواری (انگلیسی: Splenius muscles) دو ماهیچه هستند در بدن به نام‌های زیر:
- ماهیچه نواری سر
- ماهیچه نواری گردن

خاستگاه این دو ماهیچه در زائده خاری بالایی سینه و زائده خاری پایینی گردن قرار دارد. کار آن‌ها چرخاندن سر و گردن است.